# NGC 6515
NGC 6515 ist eine 13,0 mag helle elliptische Galaxie vom Hubble-Typ E4 im Sternbild Drache am Nordsternhimmel. Sie ist schätzungsweise 315 Millionen Lichtjahre von der Milchstraße entfernt und hat einen Durchmesser von etwa 145.000 Lichtjahren.
Das Objekt wurde am 2. Juli 1884 von Lewis A. Swift entdeckt.